# Listă de matematicieni originari din Basarabia și Republica Moldova
În această listă sunt enumerați matematicienii originari din Basarabia sau Republica Moldova, dar care s-au realizat în afara frontierelor acestora. O altă parte de personalități sunt cu nume de familie românesc, care s-au realizat în Rusia, sau Ucraina, originari după toate probabilitățile din Basarabia, dar locul de naștere al cărora nu este identificat.
- Feldman, Israel - matematician israelit, originar din Basarabia
- Galbură, Gheorghe - matematician român, originar din Trifești, Rezina
- Gheorghiev, Gheorghe - matematician român, originar din Bolgrad
- Gohberg, Israel - matematician israelit și american (n.1928) în Tarutina, jud. Cetatea Albă, Basarabia de sud
- Grebencea, Mihail - matematician sovietic și rus, originar din Mălăiești, Transnistria
- Grebenikov, Eugen - matematician și astronom rus, originar din Slobozia Mare, Cahul
- Lerer, Leonid - matematician israelit, originar din Basarabia
- Mangeron, Dumitru - matematician român, originar din Chișinău
- Kondurar, Vladimir - matematician și astronom sovietic și ucrainean, originar din Mândreștii Noi (jud. Bălți)
- Neyman, Jerzy -  matematician și statistician american, originar din Tighina (Bender)
- Retakh, Vladimir (n.1948 - ) matematician american, originar din Chișinău
- Rotaru, Vladimir - matematician și economist rus
- Soltan, Valeriu- matematician sovietic și american
- Varzar, Vasile (Varzer) - statistician, economist și matematician rus, originar din Moldova